# Gran Bretagna ai Giochi della XXXI Olimpiade
Il Regno Unito ha partecipato ai Giochi della XXXI Olimpiade, che si sono svolti a Rio de Janeiro, Brasile, dal 5 al 21 agosto 2016 con una delegazione di 366 atleti. Con un totale 67 medaglie (27 d'oro, 23 d'argento e 17 di bronzo), in quest'edizione il Regno Unito ha ottenuto il risultato migliore di sempre ai Giochi olimpici, migliorando anche quello dell'edizione casalinga di Londra 2012 (65 medaglie). Il Regno Unito si è piazzato secondo nel medagliere complessivo, dietro soltanto gli Stati Uniti, vincendo medaglie d'oro in 15 sport, più di ogni altro Paese.

## Medaglie

### Medagliere per disciplina
| Sport            | Oro | Argento | Bronzo | Totale |
| ---------------- | --- | ------- | ------ | ------ |
| Ciclismo         | 6   | 4       | 2      | 12     |
| Canottaggio      | 3   | 2       | 0      | 5      |
| Ginnastica       | 2   | 2       | 3      | 7      |
| Canoa/kayak      | 2   | 2       | 0      | 4      |
| Atletica leggera | 2   | 1       | 4      | 7      |
| Equitazione      | 2   | 1       | 0      | 3      |
| Vela             | 2   | 1       | 0      | 3      |
| Nuoto            | 1   | 5       | 0      | 6      |
| Pugilato         | 1   | 1       | 1      | 3      |
| Tuffi            | 1   | 1       | 1      | 3      |
| Taekwondo        | 1   | 1       | 1      | 3      |
| Triathlon        | 1   | 1       | 1      | 3      |
| Hockey su prato  | 1   | 0       | 0      | 1      |
| Golf             | 1   | 0       | 0      | 1      |
| Tennis           | 1   | 0       | 0      | 1      |
| Rugby a 7        | 0   | 1       | 0      | 1      |
| Tiro             | 0   | 0       | 2      | 2      |
| Badminton        | 0   | 0       | 1      | 1      |
| Judo             | 0   | 0       | 1      | 1      |
| Totale           | 27  | 23      | 17     | 67     |

### Medaglie d'oro
| Medaglia | Nome | Sport            | Evento                             |
| -------- | --- | ---------------- | ---------------------------------- |
| Oro      | Adam Peaty | Nuoto            | 100 metri rana maschili            |
| Oro      | Joseph Clarke | Canoa/kayak      | Slalom K1 maschile                 |
| Oro      | Jack Laugher Chris Mears | Tuffi            | Trampolino 3 metri sincro maschile |
| Oro      | Philip Hindes Jason Kenny Callum Skinner | Ciclismo         | Velocità a squadre maschile        |
| Oro      | Helen Glover Heather Stanning | Canottaggio      | 2 senza femminile                  |
| Oro      | Alex Gregory Constantine Louloudis George Nash Mohamed Sbihi | Canottaggio      | 4 senza maschile                   |
| Oro      | Steven Burke Ed Clancy Owain Doull Bradley Wiggins | Ciclismo         | Inseguimento a squadre maschile    |
| Oro      | Paul Bennett Scott Durant Matt Gotrel Matt Langridge Tom Ransley Pete Reed William Satch Andrew Triggs Hodge Phelan Hill | Canottaggio      | Otto maschile                      |
| Oro      | Katie Archibald Elinor Barker Joanna Rowsell Laura Trott | Ciclismo         | Inseguimento a squadre femminile   |
| Oro      | Mo Farah | Atletica leggera | 10000 metri piani maschili         |
| Oro      | Max Whitlock | Ginnastica       | Corpo libero maschile              |
| Oro      | Justin Rose | Golf             | Individuale maschile               |
| Oro      | Max Whitlock | Ginnastica       | Cavallo                            |
| Oro      | Jason Kenny | Ciclismo         | Velocità maschile                  |
| Oro      | Andy Murray | Tennis           | Singolare maschile                 |
| Oro      | Charlotte Dujardin | Equitazione      | Dressage individuale               |
| Oro      | Giles Scott | Vela             | Finn                               |
| Oro      | Laura Trott | Ciclismo         | Omnium femminile                   |
| Oro      | Jason Kenny | Ciclismo         | Keirin maschile                    |
| Oro      | Alistair Brownlee | Triathlon        | Gara maschile                      |
| Oro      | Saskia Clark Hannah Mills | Vela             | 470 femminile                      |
| Oro      | Jade Jones | Taekwondo        | 57 kg femminile                    |
| Oro      | Nick Skelton | Equitazione      | Salto ostacoli individuale         |
| Oro      | Maddie Hinch Laura Unsworth Crista Cullen Hannah Macleod Georgie Twigg Helen Richardson-Walsh Susannah Townsend Kate Richardson-Walsh Sam Quek Alex Danson Giselle Ansley Sophie Bray Hollie Webb Shona McCallin Lily Owsley Nicola White | Hockey su prato  | Torneo femminile                   |
| Oro      | Liam Heath | Canoa/kayak      | K1 200 metri maschile              |
| Oro      | Nicola Adams | Pugilato         | Pesi mosca femminile               |
| Oro      | Mo Farah | Atletica leggera | 5000 metri piani maschili          |

### Medaglie d'argento
| Medaglia | Nome | Sport            | Evento                                      |
| -------- | --- | ---------------- | ------------------------------------------- |
| Argento  | Jazmin Carlin | Nuoto            | 400 metri stile libero femminili            |
| Argento  | Siobhan-Marie O'Connor | Nuoto            | 200 metri misti femminili                   |
| Argento  | Stephen Milne Duncan Scott Daniel Wallace James Guy Robbie Renwick | Nuoto            | Staffetta 4x200 metri stile libero maschile |
| Argento  | Victoria Thornley Katherine Grainger | Canottaggio      | 2 di coppia femminile                       |
| Argento  | David Florence Richard Hounslow | Canoa/kayak      | Slalom C2 maschile                          |
| Argento  | Mark Robertson Ruaridh McConnochie Phil Burgess Dan Norton James Rodwell Tom Mitchell Dan Bibby James Davies Ollie Lindsay-Hague Sam Cross Marcus Watson Mark Bennett | Rugby a 7        | Torneo maschile                             |
| Argento  | Fiona Bigwood Charlotte Dujardin Carl Hester Spencer Wilton | Equitazione      | Dressage a squadre                          |
| Argento  | Bryony Page | Ginnastica       | Trampolino femminile                        |
| Argento  | Jazmin Carlin | Nuoto            | 800 metri stile libero femminili            |
| Argento  | Karen Bennett Olivia Carnegie-Brown Jessica Eddie Katie Greves Frances Houghton Zoe Lee Polly Swann Melanie Wilson Zoe De Toledo                                      | Canottaggio      | Otto femminile                              |
| Argento  | Rebecca James | Ciclismo         | Keirin femminile                            |
| Argento  | James Guy Adam Peaty Duncan Scott Chris Walker-Hebborn | Nuoto            | Staffetta 4x100 metri misti maschile        |
| Argento  | Jessica Ennis-Hill | Atletica leggera | Eptathlon                                   |
| Argento  | Nick Dempsey | Vela             | RS:X maschile                               |
| Argento  | Louis Smith | Ginnastica       | Cavallo                                     |
| Argento  | Callum Skinner | Ciclismo         | Velocità maschile                           |
| Argento  | Mark Cavendish | Ciclismo         | Omnium maschile                             |
| Argento  | Rebecca James | Ciclismo         | Velocità femminile                          |
| Argento  | Jack Laugher | Tuffi            | Trampolino 3 metri maschile                 |
| Argento  | Liam Heath Jon Schofield | Canoa/kayak      | K2 200 metri maschile                       |
| Argento  | Jonathan Brownlee | Triathlon        | Gara maschile                               |
| Argento  | Lutalo Muhammad | Taekwondo        | 80 kg maschile                              |
| Argento  | Joseph Joyce | Pugilato         | Pesi supermassimi                           |

### Medaglie di bronzo
| Medaglia | Nome                                                                     | Sport            | Evento                               |
| -------- | ------------------------------------------------------------------------ | ---------------- | ------------------------------------ |
| Bronzo   | Ed Ling                                                                  | Tiro             | Trap maschile                        |
| Bronzo   | Tom Daley Daniel Goodfellow                                              | Tuffi            | Piattaforma 10 metri sincro maschile |
| Bronzo   | Chris Froome                                                             | Ciclismo         | Cronometro maschile                  |
| Bronzo   | Steven Scott                                                             | Tiro             | Double trap                          |
| Bronzo   | Sally Conway                                                             | Judo             | 70 kg femminile                      |
| Bronzo   | Max Whitlock                                                             | Ginnastica       | Concorso individuale maschile        |
| Bronzo   | Greg Rutherford                                                          | Atletica leggera | Salto in lungo maschile              |
| Bronzo   | Sophie Hitchon                                                           | Atletica leggera | Lancio del martello femminile        |
| Bronzo   | Amy Tinkler                                                              | Ginnastica       | Corpo libero femminile               |
| Bronzo   | Nile Wilson                                                              | Ginnastica       | Sbarra                               |
| Bronzo   | Katy Marchant                                                            | Ciclismo         | Velocità femminile                   |
| Bronzo   | Joshua Buatsi                                                            | Pugilato         | Pesi mediomassimi                    |
| Bronzo   | Marcus Ellis Chris Langridge                                             | Badminton        | Doppio maschile                      |
| Bronzo   | Daryll Neita Asha Philip Desiree Henry Dina Asher-Smith                  | Atletica leggera | Staffetta 4×100 metri femminile      |
| Bronzo   | Vicky Holland                                                            | Triathlon        | Gara femminile                       |
| Bronzo   | Bianca Walkden                                                           | Taekwondo        | +67 kg femminile                     |
| Bronzo   | Emily Diamond Eilidh Doyle Anyika Onuora Kelly Massey Christine Ohuruogu | Atletica leggera | Staffetta 4×400 metri femminile      |

## Atletica
La Gran Bretagna ha qualificato a Rio i seguenti atleti:
- 100m maschili - 3 atleti (Più di 3 atleti hanno raggiunto lo standard olimpico)
- 100m femminili - 2 atleti (Asha Philip e Dina Asher-Smith)
- 200m maschili - 1 atleta (Ujah Chijindu, Zharnel Hughes e Delano Williams)
- 200m femminili - 2 atleti (Shannon Hilton e Margaret Adeoye)
- 400m maschili - 1 atleta (Matthew Hudson-Smith)
- 800m femminili - 1 atleta (Lynsey Sharp)
- 1500m femminili - 1 atleta Laura Muir
- 400m ostacoli femminili - 2 atleti (Meghan Beesley e Eilidh Child)
- Lancio del martello femminile - 1 atleta (Sophie Hitchon)
- Salto in lungo femminile - 2 atleti (Shara Ugen e Shara Proctor
- Staffetta 4x100m femminile
- Staffetta 4x400m maschile
- Staffetta 4x400m femminile

## Nuoto
| Atleta         | Evento      | Batterie | Batterie   | Semifinali | Semifinali | Finale  | Finale     |
| Atleta         | Evento      | Tempo    | Classifica | Tempo      | Classifica | Tempo   | Classifica |
| -------------- | ----------- | -------- | ---------- | ---------- | ---------- | ------- | ---------- |
| Hannah Miley   | 400 m misti | 4:33"74  | 4ª C       | N.D.       | N.D.       | 4:32"54 | 4ª         |
| Aimee Willmott | 400 m misti | 4:34"08  | 5ª C       | N.D.       | N.D.       | 4:35"04 | 7ª         |

| Atleta         | Evento       | Batterie | Batterie   | Semifinali | Semifinali | Finale          | Finale          |
| Atleta         | Evento       | Tempo    | Classifica | Tempo      | Classifica | Tempo           | Classifica      |
| -------------- | ------------ | -------- | ---------- | ---------- | ---------- | --------------- | --------------- |
| Max Litchfield | 400 m misti  | 4:11"95  | 5ª C       | N.D.       | N.D.       | 4:11"62         | 4ª              |
| James Guy      | 400 m libero | 3:45"31  | 6ª C       | N.D.       | N.D.       | 3:44"68         | 6ª              |
| Stephen Milne  | 400 m libero | 3:46"00  | 13ª        | N.D.       | N.D.       | non qualificato | non qualificato |
| Adam Peaty     | 100 m rana   | 57"55    | 1ª C       | 57"62      | 1ª C       | 57,13           | Oro             |
| Ross Murdoch   | 100 m rana   | 59"47    | 9ª C       | 1:00"05    | 11ª        | non qualificato | non qualificato |